# ساوت داکوتا کایوتیز
کایوتز داکوتای جنوبی (به انگلیسی: South Dakota Coyotes) تیم ورزشی دانشگاه داکوتای جنوبی می‌باشد. رنگ تیم قرمز و سفید می‌باشد. تیم از سال 2008-2009 عضو کنفرانس غربی کبیر شده است. تیم فوتبال نیز در رده اول بازی می‌کند.